# Siège de Kehl (1733)
Pour les articles homonymes, voir Siège de Kehl.
Guerre de Succession de Pologne
Batailles
- Kehl
- Pizzighettone
- Dantzig
- Bitonto
- Trarbach
- Colorno
- San Pietro
- Philippsbourg
- Gaète
- Capoue (en)
- Guastalla
- Clausen

Le siège de Kehl, qui a lieu du 13 octobre au 29 octobre 1733, est le premier épisode militaire de la guerre de Succession de Pologne, conflit occasionné par la mort du roi de Pologne Auguste II, avec des répercussions internationales en Allemagne et en Italie, où la France de Louis XV combat la maison d'Autriche, alors dirigée par l'empereur Charles VI. 

## Contexte

### La succession d'Auguste II
À la mort d'Auguste II le 1er février 1733, son fils, Frédéric Auguste, électeur de Saxe par droit héréditaire, et le noble polonais Stanislas Leszczyński, beau-père de Louis XV, sont candidats à sa succession, le trône de Pologne étant électif et non pas héréditaire. Le premier est soutenu par la Russie et l'Autriche, le second par la France.
Stanislas, qui vit à Chambord depuis le mariage royal de sa fille Marie, quitte la France durant l'été 1733 et, tandis qu'un sosie quitte ostensiblement Brest par la mer, traverse incognito l'Allemagne, arrivant à Varsovie le 8 septembre. Le 12 septembre, il est élu par la diète roi de Pologne (et grand-duc de Lituanie).
Très rapidement, la Russie et l'Autriche envahissent la Pologne. Le 22 septembre, Stanislas se réfugie à Dantzig (Gdańsk) pour y attendre l'aide promise par la France. Le 5 octobre, les partisans de Frédéric Auguste l'élisent à son tour sous la protection de l'armée russe et il sera couronné roi de Pologne le 17 janvier sous le nom d'Auguste III.
En 1734, la France enverra une expédition de secours à Dantzig, avec notamment le comte Louis de Bréhan de Plélo, tué le 28 mai. Cela ne suffit pas pour libérer la ville, assiégée par l'armée russe. Fin juin, Stanislas se réfugie en Prusse en traversant la Vistule sur une barque et Dantzig capitule quelques jours plus tard.

### La guerre européenne
La France déclare alors la guerre à l'Autriche (septembre 1733). L'Angleterre, les Provinces-Unies, la Suède, le Danemark et la république de Venise reconnaissent que l'agression de l'Autriche et de la Russie contre la Pologne est un motif de guerre et s'engagent à rester neutres. L'Espagne, qui convoite le royaume de Naples et le royaume de Sardaigne, qui inclut la Savoie et le Piémont et convoite le duché de Milan (autrichien), s'allient à la France.

## La guerre en Lorraine et Rhénanie

### La campagne de 1733
Des courtisans de Louis XV, parmi lesquels les princes de Conti et de Dombes, les comtes de Clermont, de Charolais, de Belle-Isle, le duc de Richelieu, mais aussi Maurice de Saxe (demi-frère d'Auguste III et ancien amant de la tsarine Anna Ivanovna), rejoignent le maréchal de Berwick qui commande l'armée du Rhin.
L'armée française envahit d'abord la Lorraine, duché du Saint Empire appartenant au duc François III, fiancé de Marie-Thérèse d'Autriche, fille et héritière de Charles VI.
Elle se porte ensuite sur le Rhin, après avoir traversé l'Alsace, déjà possession française, dans le but de prendre Kehl, située face à Strasbourg, sur le territoire du margraviat de Bade.

### La forteresse de Kehl
Elle relève en principe de l'Empire, en pratique du cercle de Souabe, dominé par le Wurtemberg. Elle est donc défendues des troupes impériales et des troupes wurtembergeoises, commandées par le général Pfuhl (de).
Le contrôle de Kehl est important stratégiquement car il doit permettre aux troupes françaises de franchir facilement le Rhin.

### Le siège
Le général Pfuhl fait détruire le pont reliant Kehl à Strasbourg, mais les troupes françaises traversent le Rhin sur deux ponts de bateaux, à Auenheim (de), 4 km au sud, et à Goldscheuer, 7 km au nord. 
Puis Berwick fait établir une ligne de circonvallation en arc-de-cercle à partir du fleuve. Le 19 octobre, commence le creusement des lignes de siège, dirigées vers la forteresse ; le 23, une batterie d'artillerie commence à bombarder la forteresse. Une sortie des assiégés est repoussée. Le 27, Kehl est sous le feu de plusieurs batteries.
Un conseil de guerre tenu par les assiégés le 28 estime que la résistance ne pourra pas excéder 3 jours. La décision est prise de capituler. La garnison quitte la forteresse le 31 octobre et peut se replier à Ettlingen.

## Suites
Mais par souci d'économie ou par crainte d'exciter plus qu'il ne faut la jalousie des États allemands, le cardinal de Fleury ordonne à Berwick de prendre les quartiers d'hiver, ce qui met fin à la campagne de 1733.

## Sources
- Hervé Clérel de Tocqueville, Histoire philosophique du règne de Louis XV, 1847, page 374